# 출장 소통의 신 - 서진이네편
《출장 소통의 신 - 서진이네편》는 대한민국의 tvN에서 방영된 리얼리티 예능 프로그램이였다.

## 기획 의도 및 줄거리
“사장님과 직원들 간의 소통이 필요해요” 익명의 제보에 ‘소통의 神’ 나PD가 출장에 나서는데.. 이름하여 <제1회 서진이네 단합 대회> 개최! 전국 방방곡곡 어디든 소통이 필요한 곳이라면 직접 찾아가는 소통 배달 서비스, 서진이네 편!

## 방송 일정
| 방송 채널 | 방송 기간                           | 방송 시간                      | 비고  |
| --------- | ----------------------------------- | ------------------------------ | ----- |
| tvN       | 2023년 10월 12일 ~ 2023년 10월 19일 | 매주 목요일 밤 8시 40분 ~ 10시 | 2부작 |

## 출연진
- 이서진 - 서진이네 사장
- 정유미 - 서진이네 이사
- 박서준 - 서진이네 부장
- 최우식 - 서진이네 인턴
- 김태형 (뷔) - 서진이네 인턴

## 같이 보기
- 서진이네